# اتفاقية الـ25 عاما الإيرانية–الصينية
برنامج التعاون الإيراني الصيني لمدة 25 عامًا (بالفارسية: برنامهٔ ۲۵ سالهٔ همکاری‌های مشترک ایران و چین) أو الشراكة الإستراتيجية الشاملة بين الجمهورية الإسلامية الإيرانية وجمهورية الصين الشعبية؛ هي اتفاقية تعاون تجاري وإستراتيجي مدتها 25 عامًا لتعزيز العلاقات الإيرانية الصينية، وقعها في العاصمة الإيرانية طهران كل من وزيري خارجية إيران والصين في 27 مارس 2021، دون أن يُعلن عن تفاصيلها النهائية. من المقرر أن تستثمر الصين 400 مليار دولار أمريكي في الاقتصاد الإيراني خلال الفترة الزمنية للاتفاقية مقابل أن تمد إيران الصين بإمدادات ثابتة وبأسعار منخفضة للغاية من النفط، وذلك وفقًا لمسودة الاتفاقية التي حصلت عليها صحيفة نيويورك تايمز في وقت سابق، وهي المسودة التي وُقِع عليها في 24 يونيو 2020 في العاصمة الصينية بكين. ذكرت مجلة بتروليوم إيكونوميست أن الاتفاقية تتضمن ما يصل إلى 280 مليار دولار أمريكي لتطوير قطاعات النفط والغاز والبتروكيماويات في إيران واستثمارات أخرى بقيمة 120 مليار دولار لتحديث البنية التحتية للنقل والتصنيع في إيران. ووفقًا لوسائل الإعلام الحكومية الإيرانية، فإن الاتفاقية تُدخل إيران ضمن مشروع مبادرة الحزام والطريق الصينية.
في تقرير سابق لمجلة «بتروليوم إيكونوميست»، المنشور في 3 سبتمبر 2019، وردت بعض مواد الاتفاقية نقلًا عن مسؤول إيراني، منها أن: قطاعات النفط والغاز والبتروكيماويات في إيران سيكون محتكرًا من قبل الصين طيلة فترة الاتفاقية، إذ «ستكون الأولوية للشركات الصينية على حساب بقية الشرکات لتولي تنفيذ المشاریع الجدیدة، وغير المكتملة أو المتوقفة لحقول النفط والغاز في إيران، بالإضافة إلى تولي تنفيذ مشاريع البتروكيماويات.» كذلك، «يحق للصين أن تدفع بعد عامين تكلفة ما تشتريه من نفط وغاز ومواد بتروكيماوية من إيران»، أيضًا «يمكن للصين أن تؤدي مدفوعاتها متى ما لزم الأمر، بالعملة الصينية، وبعملات أضعف حصلت علیها من تجارتها مع دول أفريقيا أو دول آسيا الوسطى»، وهو ما يعني أن الدولار الأمريكي لن يستخدم في المدفوعات الصينية إلى إيران. وبموجب الاتفاقية: «ستكون الصين قادرة على شراء أيٍّ من المنتجات النفطية والغازية والبتروكيماوية الإيرانية بخصم مضمون بنحو 12% على متوسط السعر المتداول وفقًا للأسعار القياسية - المعيارية - لتلك المنتجات في الستة أشهر الأخيرة، بالإضافة إلى خصم بنحو 6% إلى 8% أخرى من هذا المقياس للتعويض المُعدّل حسب المخاطر»، وأورد التقرير نفسه أن الاتفاقية ستسمح للصين بتأجير جزر إيرانية في الخليج العربي ونشر قوات أمن صينية يصل عددها إلى 5000 فرد لحماية المشاريع الصينية في إيران، إضافة إلى أنه سيكون هناك المزيد من الأفراد والمعدات الصينية لدعم عمليات الشحن النهائية للنفط والغاز والمواد البتروکیماویة من إیران إلی الصین متى ما لزم الأمر. وبناءً على دراسة أجرتها «بتروليوم إيكونوميست»، باحتساب النسبة المئوية لمعدل الانخفاض في سعر صرف العملات الأجنبية التي من المتوقع أن تُدفع لإيران من قبل الصين مقابل الدولار، فإن الصين سوف تشتري النفط والغاز من إیران بأسعار أقل من سعر السوق بنحو 30%. ووفقًا لمجلة «بتروليوم إيكونوميست»، فإن هذه الاتفاقية تعد مكملاً لاتفاقية سابقة وُقعت بين البلدين في عام 2016، كانت تحمل بعنوان «الشراكة الإستراتيجية الشاملة بين الصين وإيران».
وكان وزير الخارجية الإيراني محمد جواد ظريف، قد نفى ما ورد في تقرير «بتروليوم إيكونوميست»، بتصريح له لوكالة أنباء الجمهورية الإسلامية (إيرنا) في 30 سبتمبر 2019، مشيرًا إلى عدم وجود أي «اتفاق إستراتيجي لمدة 25 عاما بين إيران والصين»، قائلًا أن الأمر لا يعدو كونه «فكرة اقترحتها طهران»، مؤكدًا في حينها على عدم وجود «أي اتفاق، لتكون له بنود»، و«ألا وجود لمثل هذه الصفقة» على حد تعبيره، مضيفًا: «لم نسلم مترًا [مربعًا واحدًا] من أرضنا إلى الصين أو إلى أي دولة أخرى، ولم نمنح أي دولة أجنبية الحق الحصري للاستفادة من أي مساحة صغيرة من الأراضي الإيرانية، ولن نفعل ذلك [في المستقبل]». في وقت لاحق، صرح عباس موسوي المتحدث باسم الخارجية الإيرانية للصحافيين أنه «ليس هنالك؛ لا منح جزر إيرانية ولا تواجد قوات أجنبية ولا سائر الأوهام!» على حد تعبيره، كما نفيت التقارير المتعلقة باتفاق لبيع النفط والغاز والمواد البتروكيماوية الإيرانية بأسعار منخفضة.
بناءً على الاتفاقية، وافقت الصين على ضخ 280 مليار دولار إلى 400 مليار دولار من خلال الاستثمار الأجنبي المباشر في قطاعات صناعة النفط والغاز والبتروكيماويات الإيرانية.
وُضِعت الخطة الأصلية للتعاون بين البلدين من قبل الزعيم الصيني شي جين بينغ في عام 2016، خلال زيارة له لإيران. وقع الرئيس الإيراني حسن روحاني على المسودة النهائية للاتفاقية في 23 يونيو 2020، ضمن اجتماع لمجلس الوزراء الإيراني وأمر وزارة الخارجية الإيرانية بتولي إتمام المفاوضات بين الحكومتين. ومنذ يوليو 2020، لم يصادق البرلمان الإيراني على الاتفاقية بعد، لكن من المرجح أن يفعل ذلك. في 1 أكتوبر 2020، بعث الرئيس الإيراني روحاني برسالة إلى الرئيس الصيني شي جين بينغ، الذي يتقلد أيضًا منصب الأمين العام للحزب الشيوعي الصيني، ينبئه فيها بخصوص التوقيع على الاتفاقية.

## وصلات خارجية
- "Defying U.S., China and Iran Near Trade and Military Partnership [archived copy]". مؤرشف من الأصل في 2020-09-17. اطلع عليه بتاريخ 2020-09-17.